# Classe Omiš
La classe Omiš est une classe de navires de patrouilleurs côtiers de la marine militaire croate pour le service de la garde côtière croate. Un total de 5 unités de cette classe ont été commandées. Leurs tâches principales comprennent la protection de la zone économique exclusive et la mission de recherche et sauvetage.

## Conception
Le programme de construction de nouveaux bateaux de patrouille côtière a été lancé en 2013. Le projet du chantier naval croate Brodosplit à Split a été sélectionné parmi plusieurs propositions. En décembre 2014, il a remporté un contrat de 58,5 millions de dollars pour construire cinq navires. Les tests du prototype OOB-31 Omiš ont été retardés d'un an. Il a été mis en service le 7 décembre 2018 à la base Barba de Split . La livraison des cinq bateaux est prévue pour 2023.

## Armement
L'armement comprend un canon automatique de 30 mm SMASH-aselsan , deux mitrailleuses lourdes de 12,7 mm Browning M2 et quatre missiles anti-aériens 9K32 Strela-2 portatifs. Le navire est équipé d'un hors-bord RHIB à l'arrière. Le système de propulsion se compose de deux moteurs diesel Caterpillar 3516C, chacun d'une puissance de 3.386 cv, entraînant deux hélices. La vitesse de pointe atteint 28 nœuds. La portée est de 1.000 milles marins à une vitesse de 15 nœuds. L'autonomie atteint 10 jours avec un équipage de 16 personnes.